# Cabeço do Caveiro
O Cabeço do Caveiro é uma elevação portuguesa localizada no concelho das Lajes do Pico, ilha do Pico, arquipélago dos Açores.
Este acidente geológico tem o seu ponto mais elevado a 972 metros de altitude acima do nível do mar. Próximo desta formação montanhosa onde se podem observar grandes formações piroclásticas localiza-se a elevação da Chã do Pelado, a Lagoa do Ilhéu e a Lagoa da Rosada.